# Кампс, Рамон
Рамо́н Хуа́н Альбе́рто Ка́мпс  (исп. Ramon Juan Alberto Camps; 25 января 1927, Буэнос-Айрес — 22 августа 1994, Буэнос-Айрес) — бригадный генерал аргентинской армии, участник «Грязной войны». В 1977—1981 годах — начальник полиции провинции Буэнос-Айрес (знаменитая бонаэренсе). В 1977—1979 годах — начальник федеральной полиции Аргентины. Играл видную роль в политических репрессиях. Осуждён за преступления против человечности. Впоследствии помилован.

## Создатель «цепи лагерей»
За годы армейской службы зарекомендовал себя крайне правыми взглядами, ярым антисемитизмом и симпатиями к нацизму. После военного переворота 24 марта 1976 года привлечён в карательный аппарат военного режима. Весной 1977 года возглавил федеральную полицию и полицию провинции Буэнос-Айрес.
Рамон Кампс организовал систему секретных изоляционных центров — фактически тайных тюрем. Эта сеть получила название «цепь лагерей» (игра слов, связанная со звучанием фамилии Camps — «лагеря»). В подчинении Кампса в качестве католического священника-капеллана служил Кристиан фон Вернич — также принимавший участие в арестах, допросах и пытках.
По словам самого Кампса, из примерно 9 тысяч аргентинцев, «пропавших без вести» в 1976—1983 годах, 5 тысяч были похищены и убиты по его приказу, либо при его участии.

## Организатор похищений и пыток
16—21 сентября 1976 года Рамон Кампс был одним из руководителей карательной операции, получившей название «Ночь карандашей» (Noche de los Lápices). Десять левых активистов «Перонистской молодёжи» — студенты и школьники в возрасте 14—19 лет — были похищены и доставлены в центр тайного содержания. Шестеро из них погибли. Акция обосновывалась «политической неблагонадёжностью» жертв, потенциально способных примкнуть к леворадикальному подполью. Кроме того, в 1975 году эти десять юношей и девушек требовали удешевить стоимость проезда в общественном транспорте. «Ночь карандашей» считается одной из самых жестоких акций «Грязной войны».
Кампс лично допрашивал журналиста Хакобо Тимермана, арестованного в апреле 1977 года. Редактор газеты La Opinión, Тимерман был не только правозащитником и либералом, связанным с леворадикальным движением «монтонерос», но и евреем. Кампс обвинял его в произраильской подрывной деятельности, в намерении создать на аргентинской территории сионистское государство. Тимерман был подвергнут пыткам. В допросе и пытках Тимермана участвовал также фон Вернич.
Впоследствии Тимерману удалось освободиться и перебраться в Израиль. О Кампсе он отзывался как о «человеке крайне низкого интеллектуального уровня» и «параноидальном убийце».
В своих публичных выступлениях Рамон Кампс акцентировал антимарксизм и антисемитизм. Он публично говорил о своих симпатиях к Адольфу Гитлеру. Столь же публично обосновывал применение пыток как оптимальный метод получения информации. Генерал Кампс олицетворял самые крайние, пронацистские круги «национальной реорганизации».

## Суд и помилование
После падения военного режима Рамон Кампс был арестован. Соответствующий указ демократический президент Рауль Альфонсин издал 19 января 1984 года. Кампсу были предъявлены обвинения в 32 убийствах, 120 применениях пыток, нескольких сотнях похищений. Значительную часть эпизодов удалось доказать. На процессе Кампс вёл себя грубо и вызывающе. В 1986 году федеральный суд приговорил Рамона Кампса к 25 годам лишения свободы.
30 декабря 1990 года правый президент Аргентины Карлос Менем издал указ о помиловании ранее осуждённых деятелей военного режима — генералов Виделы, Виолы, Агости, Ламбрускини, Кампса и адмирала Массеры. Рамон Кампс был освобождён. 
Занялся бизнесом и политической публицистикой. Его фирма, официально торгующая тропическими фруктами, подозревалась в торговле оружием. В своих статьях и выступлениях Рамон Кампс оправдывал действия карательных органов «национальной реорганизации», резко нападал на политических противников (особенно Тимермана). 
Скончался в августе 1994 года.